# Charlotte (anime)
Pour les articles homonymes, voir Charlotte.
Charlotte (シャーロット, Shārotto) est une série télévisée d'animation japonaise produite par le studio P.A.Works et Aniplex et réalisée par Yoshiyuki Asai et scénarisée par Jun Maeda. Elle est diffusée initialement de juillet 2015 à septembre 2015 sur Tokyo MX au Japon et en simulcast dans les pays francophones sur Wakanim. Un OVA est sorti le 23 mars 2016. Deux séries de manga sont prépubliées dans le magazine Dengeki G’s Comic de l’éditeur ASCII Media Works.
L’histoire prend place dans une réalité alternative où un certain nombre de jeunes voient des super-pouvoirs se développer à la puberté. L’histoire est centrée sur Yû Otosaka, un lycéen dont le pouvoir de posséder temporairement le corps d’autres personnes vient de se réveiller. Celui-ci attire l'attention de Nao Tomori, présidente du bureau des étudiants d’une école servant de refuge pour les jeunes dotés de ce type de pouvoirs.
L’histoire a été conçue à l’origine par Jun Maeda qui a aussi rédigé le scénario et composé certaines musiques. Le character design original est de Na-Ga. Ils travaillent tous deux pour la société de visual novels Key, et Charlotte est le deuxième anime créée par Key avec Angel Beats! sorti en 2010. Maeda a réfléchi au concept de Charlotte bien avant qu’il soit approché début 2012 pour travailler sur une autre série après Angel Beats!. Maeda réduisit le nombre de personnages par rapport à Angel Beats! et tenta de mettre davantage l'accent sur leur comportement. Au lieu d’employer la même équipe qui travaillait sur Angel Beats!, il rassembla une nouvelle équipe qui amènerait une nouvelle variété de processus créatifs sans être influencé par le travail effectué sur Angel Beats!

## Synopsis
Yû Otosaka, jeune étudiant, est doté de pouvoirs surnaturels : il peut posséder n’importe qui dans son champ de vision pendant cinq secondes. Utilisant son pouvoir pour tricher aux examens, il se fait repérer par Nao Tomori, elle aussi détentrice d’un pouvoir étrange et membre du conseil des élèves de la prestigieuse académie Hoshinômi.
Ces pouvoirs, qui émergent pendant la période de l’adolescence et disparaissent à l’âge adulte, touchent un certain nombre de jeunes sous une forme bénigne, maîtrisée ou encore dangereuse. Leurs origines sont cependant inconnues, mais liées à une mystérieuse comète appelée Charlotte - qui donne son titre à la série - et peu de gens en dehors des détenteurs en connaissent l'existence. Néanmoins, ces adolescents sont fortement recherchés par plusieurs groupes de scientifiques souhaitant les utiliser comme cobayes, puis par des criminels désireux d'exploiter ces dons pour leur profit.
Après son transfert, la nouvelle mission de Yû au sein du conseil étudiant de Hoshinômi sera de protéger les autres jeunes de son âge en les avertissant de la dangerosité de l'utilisation de leurs habilités.

## Personnages
Yû Otosaka (乙坂 有宇, Otosaka Yuu)
Voix japonaise : Kōki Uchiyama
Yû est le protagoniste de la série. De personnalité rude et narcissique, il découvre qu’il a le pouvoir de posséder le corps d'une autre personne pendant cinq secondes mais seulement une fois. Il découvrira plus tard que son véritable pouvoir est l'un des plus forts et puissants existants : il consiste à voler celui des autres espers. Il commence alors à l'utiliser pour tricher, et entre ainsi avec brio dans le meilleur lycée de sa ville. Cependant, la supercherie se termine peu après son entrée au lycée, puisque son pouvoir est découvert par Nao Tomori, présidente du conseil des étudiants du lycée Hishinoumi. Après lui avoir expliqué qu'il n'était pas le seul à posséder des pouvoirs surnaturels, elle lui propose d'être transféré dans son propre lycée, créé pour les protéger, et de rendre utiles ses pouvoirs en intégrant le conseil des étudiants, chose que Yû dut accepter. Il déménage alors en compagnie de sa petite sœur, Ayumi, seul membre de sa famille qui lui reste depuis la disparition de leurs parents et leur mise sous la tutelle d'un oncle presque inconnu et vivant loin de chez eux.
Au fur et à mesure, il devient de moins en moins narcissique et indifférent envers ses camarades, et commence à apprécier d'aider les autres. Il se rapproche par ailleurs de plus en plus de Nao, qui n'est finalement pas aussi tyrannique qu'il ne le pensait.
Il décide pour sauver le monde des ESPer de voler le pouvoir de tous les autres ESPer du monde, tenant compte de sa promesse à Tomori, qui promit de devenir sa petite-amie malgré le fait qu'il soit devenu amnésique à son retour.
Nao Tomori (友利 奈緒, Tomori Nao)
Voix japonaise : Ayane Sakura
Présidente du conseil des étudiants, Nao est capable de se rendre invisible aux yeux d'une personne de son choix. Elle est la première à rencontrer Yu, qu'elle l'intègre d'office dans son lycée et au conseil des étudiants. En tant que présidente de celui-ci, son rôle est de traquer tous les jeunes adolescents qui possèdent eux aussi un pouvoir surnaturel, pour les transférer au lycée, ou bien les convaincre de ne plus les utiliser. Si elle possède au premier abord un fort tempérament audacieux, narcissique et colérique, elle est en réalité très intelligente et astucieuse puisqu'elle planifie toutes les sorties de recherche du conseil des étudiants avec brio. À noter qu'elle filme tout ce qu'elle voit à l'aide d'une caméra.
Sa détermination à aider tous ceux possédant un pouvoir comme elle s'explique par son passé en tant que cobaye à des expériences réalisées par ses scientifiques sur elle et son frère, Kasuki, rendant ce dernier fou. Celui-ci avait le pouvoir de faire vibrer l'air pour produire des sons à sa guise, et souhaitait devenir musicien, passionné par la musique pop et rock. Son groupe préféré, ZHIEND est devenu plus tard le groupe préféré de Nao, qui s'isole souvent lors de moments de flottements pour l'écouter.
Jôjirô Takajô (高城 丈士朗, Takajō Jōjirō)
Voix japonaise : Takahiro Mizushima
Jôjirô est au même titre que Nao un membre du conseil des étudiants avant la venue de Yû. Il est capable grâce à ses pouvoirs de se déplacer très rapidement d'un endroit à un autre, même si cela lui occasionne régulièrement des blessures qu'il essaye de contrer en faisant du sport. Il est aussi fan de Yusarin, et tombe amoureux d'elle à sa rencontre.
En dépit de cela, il reste le premier ami que Yû se fait en arrivant dans son nouveau lycée, et reste tout au long de la série de très bon conseil pour celui-ci.
Yusa Nishimori (西森 柚咲, Nishimori Yusa)
Voix japonaise : Maaya Uchida
Yusa communément surnommée Yusarin est aussi une élève de première année à l'académie Hishinoumi, possédant le pouvoir d'être possédée par des esprits de personnes décédées. Elle est donc régulièrement possédée par sa propre sœur, Misa, mais elle ne le sait pas puisque sa sœur a décidé de ne pas lui révéler sa présence pour ne pas lui faire de mal. Elle rejoindra après la découverte de ses pouvoirs le conseil des étudiants.
D'un caractère doux et gentil, il s'agit aussi d'une idole populaire dont Jôjiro est fan. Certaines de ses chansons sont, par ailleurs, présentes sur la bande son de la série.
Misa Nishimori (西森 美沙, Nishimori Misa)
Voix japonaise : Maaya Uchida
Misa est la grande sœur décédée de Yusa. Alors que Yusa est douce et gentille, Misa possède un caractère colérique et s'emporte très facilement. On peut d'ailleurs noter que lorsque Misa est possédée par sa sœur, ses yeux changent de couleur passant de bleus à rouges, et ses cheveux normalement très blonds ont des pointes teintes en rouge. Elle possède cependant un bon fond et est revenue sur Terre afin de prendre soin de sa sœur.
Lors de son vivant, elle était membre d'un gang, et possédait elle aussi un pouvoir de pyrokinésie qu'elle peut encore utiliser.
Ayumi Otosaka (乙坂 歩未, Otosaka Ayumi)
Voix japonaise : Momo Asakura
Ayumi est la petite sœur de Yu. Elle est en première année de collège et suivra son frère lors du déménagement de celui-ci après la découverte de son pouvoir. Elle adore cuisiner, notamment les recettes de famille, et fait toujours de son mieux pour prendre soin de son grand frère depuis la disparition de leurs parents. Elle a régulièrement des visions sur sa famille d'avant. Plus tard dans la série elle voit apparaître, à son tour, un pouvoir surnaturel que Nao nomme la "rupture", ne contrôlant pas se pouvoir, elle va l'activer sans même s'en rendre compte lorsque l'une de ses camarades de collège la menace avec une arme. En activant la "rupture" elle va détruire le collège et tomber, Yu apprendra, après l'avoir cherchée, qu'elle est décédée de sa chute. A la fin de la série, Yu et son grand frère remonte le temps jusqu'au jour où Ayumi avait déclenché la "rupture" et ils vont, tous les deux, trouver un moyen de la protéger pour qu'elle n'active son pouvoir, ces actes vont donc changer le cour du temps de façon qu'Ayumi reste en vie.

## Anime
La production de l'anime Charlotte est annoncée en décembre 2014. Il s'agit d'une collaboration entre Aniplex, P.A. Works et Key Visual Arts célébrant le 15e anniversaire de ce dernier. L'anime est une production originale de Jun Maeda et est réalisée par Yoshiyuki Asai au sein du studio d'animation P.A. Works. Un épisode spécial est diffusé le 20 juin 2015 sur MBS, et la série débute en juillet 2015 sur Tokyo MX au Japon et en simulcast sur Wakanim dans les pays francophones. Un épisode spécial sera vendu avec le dernier coffret Blu-ray de la série à partir du 26 mars 2016. Le générique d'ouverture est Bravely You de Lia et celui de fin est Yakeochinai Tsubasa (灼け落ちない翼) de Aoi Tada.

### Liste des épisodes
| No | Titre français               | Titre japonais     | Titre japonais         | Date de 1re diffusion |
| No | Titre français               | Kanji              | Rōmaji                 | Date de 1re diffusion |
| --- | ---------------------------- | ------------------ | ---------------------- | --------------------- |
| 1 | Je pense donc je suis autrui | 我他人を思う       | Ware tanin o omou      | 4 juillet 2015        |
| Yû est un étudiant doté de pouvoirs surnaturels, il peut posséder n’importe qui dans son champ de vision pendant cinq secondes. Il s'en sert pour tricher aux examens, c'est alors qu'un BDE le convoque car il est suspecté de tricherie et ils découvrent son pouvoir, le forçant avec sa sœur de déménager dans l'internat de l'université Hoshinômi. |                              |                    |                        |                       |
| 2 | Mélodie du désespoir         | 絶望の旋律         | Zetsubō no senritsu    | 11 juillet 2015       |
| Un collaborateur du BDE leur présente un ESPer qui peut faire des photographies de souvenir. Le BDE va ainsi l'arrêter comme fait pour Yû pour le transférer dans la même université. |                              |                    |                        |                       |
| 3 | L'amour et les flammes       | 恋と炎             | Koi to Honō            | 18 juillet 2015       |
| Le collaborateur leur présente un nouvel ESPer. Il traque la chanteuse vedette Halohalo pour la chaîne de télévision Taiyô TV. Le BDE part à la recherche de l'ESPer, et contre toute attente c'est elle-même qui possède l'ESP, elle peut canaliser les morts en elle, en particulier sa sœur Misa, décédée depuis 6 mois. Cette dernière peut maîtriser le feu. La jeune Idol est pourchassée par un producteur véreux car elle en sait trop sur lui. Avec l'aide du BDE et d'amis de sa soeur, elle parvient à terroriser son ennemi qui la laissera en paix. Elle rejoint ensuite l'académie Hoshinômi et entre au BDE.                                                                           |                              |                    |                        |                       |
| 4 | À fond, juste un instant     | 刹那の本気         | Setsuna no Honki       | 25 juillet 2015       |
| Le collaborateur présente un ESPer psychokinétique, Nao fait le lien avec une revue documentant un joueur de baseball de l'université où il est. Les deux académies vont disputer un match de baseball pour décider de l'issue, soit l'ESPer reste ici, soit l'ESPer va intégrer l'université Hoshinômi. L'académie gagnante est Hoshinômi et l'élève va donc être transféré. |                              |                    |                        |                       |
| 5 | J'ai entendu un jour         | いつか聴いた音     | Itsuka Kiita Oto       | 1er août 2015         |
| Cette fois, le collaborateur présente un ESPer qui lévite, Nao fait un rapport avec une revue de sciences occultes où un corps inconnu volant apparaît dans la région. Le BDE décide de camper dans ce lieu dans l'espoir de le capturer en plein vol. |                              |                    |                        |                       |
| 6 | Un bonheur inconscient       | 気づかなかった幸せ | Kizukanakatta Shiawase | 8 août 2015           |
| De nouveau, le collaborateur présente un nouvel ESPer qui a "le pouvoir de rupture", interprété par le BDE comme un pouvoir permettant de briser n'importe quoi. L'ESPer se situe à la résidence en période scolaire, Yû commence à penser que c'est peut-être sa sœur car, fiévreuse, elle est restée à la résidence. C'est lors d'une poursuite que sa sœur use de son pouvoir et meurt par un accident avec les débris de l'usage de son pouvoir. |                              |                    |                        |                       |
| 7 | Au bout de la fuite          | 逃避行の果てに     | Tōhikō no Hate ni      | 15 août 2015          |
| Yû, traumatisé par la mort de sa sœur, s'isole chez lui, puis termine par s'évader de la résidence pour aller dans un sofa seul dans le but d'échapper au travail du BDE. Nao finit par le retrouver et la convint de revenir à la raison et au BDE. |                              |                    |                        |                       |
| 8 | Rencontre fortuite           | 邂逅               | Kaikō                  | 22 août 2015          |
| Yû est invité à un concert de post-rock du groupe ZHIEND, c'est alors qu'il croise par hasard la chanteuse du groupe et sympathise avec elle. En chantant, elle arrive à calmer le frère de Nao avec sa chanson, qui était exploité par les scientifiques. |                              |                    |                        |                       |
| 9 | Un monde ailleurs            | ここにない世界     | Koko ni nai sekai      | 29 août 2015          |
| Yû assiste au concert, c'est alors qu'il reconnaît formellement une chanson alors que c'est sa première diffusion mondiale. Subitement, lui vient un souvenir de quand il était dans les laboratoires des scientifiques. Il apprend par le biais d'un employé que sa sœur a été confinée à cause de son pouvoir de rupture jugé trop puissant. Via ce rêve, il apprend que son véritable pouvoir est d'absorber les pouvoirs des autres. Il absorbe donc quelques pouvoirs pour parvenir à son frère qui peut retourner dans le temps. Il va le faire pour tenter de changer le monde en évitant au possible les scientifiques.                                                                       |                              |                    |                        |                       |
| 10 | Appropriation                | 略奪               | Ryakudatsu             | 5 septembre 2015      |
| Un flashback du frère de Yû explique tout ce qu'il a fait pour éviter que les ESPers soient capturés par les scientifiques. Yû, décidé par son frère, va remonter le temps pour sauver sa sœur Ayumi de son utilisation mortelle du pouvoir de rupture. Le BDE va s'organiser en amont pour éviter la tragédie et ainsi sauver sa sœur. |                              |                    |                        |                       |
| 11 | Charlotte                    | シャーロット       | Shārotto               | 12 septembre 2015     |
| Yû et Ayumi apprennent l'origine de leurs pouvoirs, elles viennent de la comète Charlotte. Un vaccin est en développement, c'est alors que, lorsque le collaborateur souhaite se rendre au BDE pour annoncer un ESPer, il se fait capturer par un groupe terroriste qui lui force à révéler des informations. C'est alors que Nao se fait aussi capturer et les terroristes contactent le frère de Yû et menacent de tuer le collaborateur et Nao s'il ne leur donne pas Yû en échange. Yû se fait piéger et blesser à l'oeil, ce qui l'empêche de retourner dans le temps. En riposte, il utilise le pouvoir de rupture et tue par accident le collaborateur du BDE, qui a protégé Nao de son corps. |                              |                    |                        |                       |
| 12 | Promesse                     | 約束               | Yakusoku               | 19 septembre 2015     |
| Yû est hospitalisé et se voit confier la mission de voler tous les pouvoirs d'ESPer du monde pour empêcher les scientifiques de torturer les ESPers, mais aussi éviter un éventuel conflit entre ESPers et autres humains. Ceux du Japon seront épargnés car le vaccin devrait empêcher les ESPers qui n'ont pas encore révélé leurs pouvoirs de le développer. Nao, Jôjirô et Yusa décident de confier leurs pouvoirs à Yû pour l'aider. Misa disparaît donc définitivement et laisse une lettre d'adieu à sa soeur. |                              |                    |                        |                       |
| 13 | Enregistrement à venir       | これからの記憶     | Korekara no kioku      | 26 septembre 2015     |
| Yû part à la recherche de tous les ESPers du monde, sauf qu'il perd ses souvenirs en plein milieu et oublie pourquoi il fait ça. Il continue néanmoins sa mission. C'est alors qu'en terminant, il se fait tirer à l’arbalète dans le dos et menace de mourir, il se fait sauver in extremis par le BDE, il finit par rentrer au Japon en respectant la promesse de la personne qu'il ne connaît plus. Yu et Nao Tomori finissent par sortir ensemble. |                              |                    |                        |                       |

## Manga
Un manga au format yonkoma intitulé Charlotte The 4-koma: Seishun o kakenukero! (Charlotte The ４コマ せーしゅんを駆け抜けろ!), illustré par Haruka Komowata, est prépublié à partir du 30 mars 2015 dans le magazine Dengeki G's Comic de l'éditeur ASCII Media Works.